# Thyridospila
Thyridospila là một chi bướm đêm thuộc họ Erebidae.